# L'Été indien (émission de télévision)
Pour les articles homonymes, voir Été indien (homonymie).
L'Été indien est une émission de télévision franco-québécoise présentée par Michel Drucker et Julie Snyder, enregistrée en 2014 depuis le Vieux-Port de Montréal au Canada. Elle est diffusée en France sur France 2, au Québec sur TVA et dans le monde sur TV5 Monde.

## Principe
L'été indien est le premier talk-show franco-québécois estival présenté par un duo d'animateurs connus des deux côtés de l'Atlantique, Michel Drucker et Julie Snyder. Il réunit les artistes de la francophonie qui ont marqué l'actualité en 2013 et en 2014.
L’émission propose aux artistes de retracer les meilleurs moments de leur année passée. Julie lance aussi des défis aux invités dans des endroits variés. 
Ces séquences sont lancées depuis le plateau situé en plein air à Montréal, sur les bords du fleuve Saint-Laurent où sont également accueillies les stars. Les animateurs profitent du dépaysement de leurs invités pour réaliser des entrevues décalées. Ils doivent achever des défis sur le plateau, accomplir de nouvelles expériences ou révéler des aventures vécues préalablement.

## Artistes invités
Les participants à la première émission sont Céline Dion, Francis Cabrel, Vincent Niclo, Mylène Paquette et Fred Pellerin.
Céline Dion et Julie Snyder font l'ouverture de l'émission en faisant du ski nautique sur le fleuve Saint-Laurent pour atteindre le plateau. Les coulisses parisiennes de la tournée Sans Attendre font l'objet de reportages. Fred Pellerin présente son village Saint-Élie-de-Caxton à Francis Cabrel à bord d'une rosalie. Vincent Niclo et Mylène Paquette sont concurrents lors d'une course de canot à glace sur le Saint-Laurent dans la ville de Québec.
Les invités du deuxième numéro sont Lynda Lemay, Mika, Rachid Badouri, Cœur de pirate, Martin Matte et Patrick Bruel. Celui-ci et Michel Drucker font leur arrivée à dos de cheval de la police montée de Montréal. Ce même duo, accompagné par Julie Snyder, rencontre des blanchons aux Îles de la Madeleine,.
Les participants à la troisième émission sont Stromae, Marie-Mai, Karim Ouellet, Marc Labrèche, Xavier Dolan et Garou.
La première séquence du dernier numéro est l'arrivée d'un hélicoptère piloté par Michel Drucker avec Véronic DiCaire et Roch Voisine comme passagers. Dans une séquence destinée à la diffusion au Québec, Véronic DiCaire s'habille en bûcheron et s'équipe d'une tronçonneuse. Durant un reportage, Corneille et Julie Snyder prennent un bain de neige lors du Carnaval de Québec. Lors d'une autre vidéo, Michel Drucker et Julie Snyder vont à la rencontre des baleines à Charlevoix. Les autres invités sont Isabelle Boulay, Stéphane Rousseau, Anne Roumanoff et Ginette Reno. Robert Charlebois monte sur scène pour la dernière chanson interprétée à l'unisson avant que Michel Drucker se voit remettre les clefs de la ville de Montréal par le maire Denis Coderre.

## Naissance du concept
C'est durant la discussion de fin de soirée entre René Angélil et Michel Drucker que l'idée du concept est née. Immédiatement, ils ont décidé d'appeler Julie Snyder pour l'embarquer dans son projet. Ensemble, ils ont proposé le projet aux Productions J et Contenu QMI. Par la suite, le projet prend forme.

## Diffusion
En France, à partir du 2 août 2014, quatre émissions d'une durée d'environ 2 h 20 sont diffusées le samedi à 22 h 50 sur France 2.
Au Québec, l'émission est diffusée sur TVA les dimanches de septembre 2014 à 19 h pour une durée de 90 minutes. Exceptionnellement, la première émission a une durée de 2 h.
L'émission est également retransmise dans le monde sur TV5 Monde à partir de la fin du mois d'août 2014.

## Audiences

### En France
| no  | Diffusion                        | Chaîne   | Téléspectateurs (en millions) | Parts de marché (sur les 4 ans et plus) | Classement des audiences de la soirée | Référence |
| --- | -------------------------------- | -------- | ----------------------------- | --------------------------------------- | ------------------------------------- | --------- |
| 1re | Samedi 2 août 2014 (22h50-1h10)  | France 2 | 1 152 000                     | 14,2 %                                  | 1er                                   | [ 9 ]     |
| 2e  | Samedi 9 août 2014 (22h50-1h00)  | France 2 | 1 000 000                     | 11,2 %                                  | 1er                                   | [ 10 ]    |
| 3e  | Samedi 16 août 2014 (22h50-1h00) | France 2 | 900 000                       | 10,3 %                                  | 2e                                    | [ 11 ]    |
| 4e  | Samedi 23 août 2014 (22h40-1h00) | France 2 | 1 100 000                     | 10,1 %                                  |                                       | [ 12 ]    |

### Au Québec
| no  | Diffusion                                | Chaîne | Téléspectateurs (en millions) | Parts de marché | Classement des cotes d'écoute de la soirée | Référence |
| --- | ---------------------------------------- | ------ | ----------------------------- | --------------- | ------------------------------------------ | --------- |
| 1re | Dimanche 7 septembre 2014 (19h00-21h00)  | TVA    | 1 906 000                     | 54 %            | 1er                                        | [ 13 ]    |
| 2e  | Dimanche 14 septembre 2014 (19h00-20h30) | TVA    | 1 696 000                     | 47 %            | 1er                                        |           |
| 3e  | Dimanche 21 septembre 2014 (19h00-20h30) | TVA    | 1 601 000                     | 46 %            | 1er                                        |           |
| 4e  | Dimanche 28 septembre 2014 (19h00-20h30) | TVA    | 1 719 000                     | 47 %            | 1er                                        | [ 14 ]    |